# Museo Naval de Mónaco
El Museo Naval de Mónaco (en francés: Musée naval de Monaco) es un museo de modelos de barcos, pinturas y objetos marítimos situado en el distrito de Fontvieille de Mónaco.

## Historia
El Museo Naval se fundó en 1993 con el apoyo del príncipe Rainiero III, la Administración monegasca y la colaboración de Bernard Fautrier y Charles Ballerio, a partir de la colección de maquetas de barcos reunida y construida por el profesor Claude Pallanca. Esta colección se amplió con varios modelos antiguos procedentes de la colección personal del príncipe. Algunos de los modelos más antiguos fueron realizados por el príncipe Alberto I en 1874.

## Colección
El Museo Naval de Mónaco exhibe una colección de más de 250 maquetas de barcos, pinturas y objetos marítimos.La colección completa del museo consta de más de 1.200 maquetas y cientos de objetos relacionados con la marina. El museo cuenta con objetos relacionados con armadas desde la antigüedad hasta la actualidad.
Entre las piezas más destacadas cabe mencionar una barca funeraria hallada en una tumba de Egipto, así como vasos clásicos romanos y griegos. Modelos a escala real de barcos vikingos, góndolas venecianas y galeones españoles. También se exponen maquetas de transatlánticos famosos como el Titanic y el France; buques escuela como el Amerigo Vespucci y el Belem; y numerosos buques de guerra desde el Jeanne d'Arc hasta el acorazado Missouri.
La Segunda Guerra Mundial está representada por numerosos submarinos, así como un minador y un torpedero tripulado Maiale. La colección de modelos de barcos se complementa con 550 pinturas que ilustran barcos y aviones de la época, recopiladas por Pallanca.
Entre los barcos modernos de la colección destaca un modelo de 5 metros de largo del portaaviones estadounidense «Nimitz».